# 新疆边防督办公署
新疆边防督办公署，简称“督署”，是1930年代新疆省最高军事机关。办公地点在迪化县城区（今乌鲁木齐市天山区人民广场）。

## 历史
1931年设立。1933年8月，南京国民政府决定新疆军政分治，设新疆省政府与新疆省边防督办公署。1930年代，新疆边防督办公署轅門设于今乌鲁木齐市天山区人民广场:60。
1944年8月，省边防督办公署撤销。

## 机构设置
省边防督办公署下设：
- 办公厅
- 卫队团
- 参谋长杨之荫
  - 作战科
  - 特种科：管航空、坦克、炮兵等部队的一切事宜
- 省防处
- 政训处
- 交通处
- 粮服处
- 工程处
- 军法处
- 经理处
- 边务处：1936年秋设立，直属共产国际。处长盛世才自兼。第一副处长武佐军，主管行政，黑龙江省宁安县人，铁血救国军学兵连青年学生。第二副处长陈培生主管业务，苏方派来的联共党员。苏方派来七人组成的军事情报组，少将总教官马兰切克，负责组织领导边务处的全部业务。上校副总教官维尼科夫、负贵训练情报人员；中校教官拉吾洛克，负贵情报网的组织、情报人员的派遣、本省境内各办事处以及国外国内情报点之建立。1941年后副处长盛世骥(盛世才之五弟)、张文轩、李荣法。1942年冬李国卿代理副处长。1943年撤销。
  - 第一股(后改为科)股长包树槐。
  - 第二股：股长高炳斗。中校教官梅达洛夫，负责情报编审工作指导、月报编辑，以及情报翻译。照相少校教官扎涅根，负责训练情报人员摄影技术及如何放大缩小文件等技术。
  - 总电台：主任许祖德。中校教官瓦尔纳科失。中校教官马尼科夫，负责训练电台机务、报务人员。
  - 哈密办事处主任:杜家田
  - 猩猩峡办事处主任王效典
  - 二里子河办事处主任:李保华/石延庆
  - 和田办事处主任:周文阁
  - 蒲犁办事处主任:郭巨瑞
  - 婼羌办事处主任:李保华（后成立）
  - 绥新公司哈密经理:纪纯典(边务处的秘密机构)
  - 1941年第一科科长王效典、魏承舜，第二科科长张文轩，副科长李国卿，第四科副科长宋东海，第三科科员萧佩林，安维禄，派驻酒泉、张掖各地工作的鞠发春等四人，李元芬任总电台技术副主任。
  - 1942年代理副处长李国卿。第一科(组织)科长焦文儒，第二科(情报)科长李国卿，第三科(密电)科长卓锋太。第四科(财务)代科长张国栋。哈密边务办事处主任万友林配备电台一部，猩猩峡分处主任吴南山配备电台一部；婼羌边务办事处主任李保华配备电台一部，和田边务办事处主任李文杰配备电台一部，蒲犁边务办事处主任康升配电台一部，二里子河参谋联络办事处主任石延庆配备电台一部，兰州土产公司经理高炳斗/许华峰掩护电台一部，兰州皋记商行经理余鸣九。武威情报组长朱升元。张掖情报组长鞠发春。酒泉情报组长林德。酒泉情报组长曾效普掩护电台一部。酒泉情报人员王原承。玉门情报人员茹凤楼。西宁市情报组长赵松山。宁夏省银川市情报组长武老忠。印度情报组长朱国珠。阿富汗情报组长易文斌。
- 保安局1935年设立/公安局1936年改称：
- 秘密审批委员会（密审委）：1937年设立，委员长李溥霖，副委员长黄民孚（黄火青）、李英奇。委员：谢苗诺夫、牙合甫、哈西木哈吉，张光前、孔庆瑞、刘清堂、林储才、何贵廷、刘秉德、热禾木都拉、牙生等。
- 特别监狱
- 督署秘书长
- 新疆战车学校：战车队成立于1934年。编制人员330余人。下辖坦克连（11辆T-26坦克）、装甲车连（11辆重型装甲车，6辆苏制BA-6、BA-27型和5辆一战德制）、侦察排（4辆苏制FAI型轻型装甲车，乘员仅有车长和射手各一）、汽车队（10辆苏制“羊毛车”ZIS-5卡车）、机修班。队长为关玉良。车辆机械配件、弹药、皮夹克军服、武装带、图囊、手枪、训练教材等均由苏联提供，配置可谓相当齐全平衡。坦克与重型装甲车武器都为小平射炮一门和轻机枪一挺，以脚踏板开炮，乘员有4人，分别为车长、司机、射手和助手；轻型装甲车。后于1940年发展为新疆边防军机械化旅。
- 边防督办公署航空队（新疆航校）：驻地位于迪化东大梁。中共驻新疆代表陈云、滕代远于1937年10月22日向中央发出《关于西路军余部的学习问题》电报请示；1937年10月25日，毛泽东、张闻天回电同意。红军西路军的吕黎平、方子翼等25人和延安抽调的19人（赖玉林到迪化后因病未入学）到新疆航空队学习，其中25人入第三期飞行班（增加了东北抗日将领、新疆航空队常务队长姚雄的儿子姚维涛），18人入第二期机械班学习，1938年2月20日在迪化集结。中共驻新疆代表邓发宣布：吕黎平为飞行班长，严振刚为机械班长，吕黎平为第一任党支部书记，严振刚、方子翼等6人为党支部委员。分成6个党小组，以不公开的形式组织各项活动。并给每个学员起了化名。1938年3月3日开学。1939年9月，航空队第二期机械班毕业，分配到机务中队任机械员。1941年秋天，第三期飞行班完成了大纲规定的所有课目。1942年4月，飞行班红军学员正式毕业。最后学成37人，其中21名飞行员全部完成P-5型侦察轰炸机的技术战术训练，之中有9名飞行员还基本完成了伊-15、伊-16型战斗机的战术训练，人均飞行约1000个起落300小时；16名机械员均熟练掌握上述机型的维护技术。他们中间走出了14位人民空军开国将军，17人成为军级以上领导干部。遗址现设有“人民空军新疆航空队纪念馆”。[3]
- 哈镇军区(哈密、镇西)
- 吐鄯军区(吐鲁番、都善、托克逊)
- 奇孚军区(奇台、孚远、木垒河)
- 伊犁军区
- 塔城军区
- 阿山军区
- 乌绥军区(乌苏、绥来、沙湾)
- 焉耆军区
- 阿克苏军区
- 哈什军区
- 和阗军区

## 新疆陆军军官学校
1929年，金树仁下令改“新疆陆军讲武堂”为“新疆陆军军官学校”。
- 第一期1929年招收108人。1931年结业。
- 第二期1931年10月开学，招收学员150余名。1933年4月12日政变，盛世才上台，新校址在北门外农林试验场原址，从教导团中选拔二百余人，和原第二期未分配学员，共二百三十余人，仍定为军校第二期，1936年毕业。
- 第三期1936年秋共招收学员五百余人，分步、骑、炮、工、辎五科，编五个中队。1940年毕业。
- 第四期1938年7月招学员212人，编骑兵、机械、战车和政治四科，为机械化旅培养基层干部。学科和术科都按伏龙芝军事学院教学大纲进行，学生分别编成战车、机枪、通信、政训四个分队，还有一个俄文班。1941年11月毕业。
- 第五期1939年秋招学员200人，仍编步、骑两个中队。1942年毕业。

1942年3月奉命改组为中央陆军军官学校第九分校。

## 历任“新疆边防督办”
- 金树仁（省主席兼任，1931年-1933年4月12日）
- 盛世才（新疆省府委员兼，1933年8月起。1940年4月省主席兼任）

## 盛世才主政新疆時期军队編組
从1933年12月起至1941年春，东北抗日义勇军以及满洲国起义部队、退入苏境的东北抗日联军部队转道来到新疆。分别奉命进驻迪化与伊犁。总人数共为24894人。
盛世才其后找借口把这些源自东北的抗日统军将领郑润成、杨耀钧、苏国、应占斌、杨炳森、李志、徐国光等逮捕，于1939年秘密处死。
盛世才以这些东北籍贯的部队为主，陆续分化改编为：
- 骑兵第8团（驻鄯善）
- 骑兵第10团（驻焉耆）
- 骑兵12团（驻吐鲁番）
- 骑兵16团（驻镇西）
- 骑兵20团（驻奇台）
- 骑兵38团（驻和田）
- 骑兵40团（驻喀什）
- 骑兵46团（驻且末）
- 骑兵48团（驻喀什）
- 喀什边卡大队
- 和田边卡大队
- 阿勒泰边卡大队
- 塔城边卡大队
- 炮兵大队
- 战车大队
- 工兵队
- 通信队
- 教导团
- 新疆军官学校
- 新疆宪警学校
- 各区警备司令部
- 新疆机械化旅  6000多人。装备BA-6装甲车36辆，T-30喷火坦克12辆，T-26坦克32辆，76毫米火炮12门，122毫米榴弹炮6门。
  - 2个机械化团
  - 1个步兵团组成

1943年，盛世才开始扩充军队，把省军骑兵1、2、12、10、16、20、21、31、38、40、46、48、团、骑兵第15大队，摩托第三、第五大队，步兵第2、4营，督办公署炮兵团，机械化旅，边卡5个大队（喀什、和田、哈密、阿克苏、阿山）扩编编组为师：
- 128师：师长柳正欣/1944.9.蒋汉城（域）/1945.4.徐达，驻迪化。1943年10月，新疆边防陆军第一师改称。机械化旅被裁缩，再次被编入教导团。省军驻焉耆的骑兵第10团、驻吐鲁番的骑兵第12团和驻迪化的新疆督办公署教导团组建第128师。1945年4月，第128师被裁。
  - 382团：陈俊，1629人，驻迪化
  - 383团：蒋德裕（玉），1744人，驻迪化
  - 384团：谢炜正，1651人，驻迪化
- 暂3师：师长汤执权/1945.1.徐达/1945.4.1.蒋汉城，上校参谋长孙鹏飞。驻新疆绥来。由边防军陆军骑兵第2团、31团等编成。后暂编第3师和第191师一个团再次改编成第128师。
  - 第7团：徐克义，1696人，驻绥来、塔城、额敏
  - 第8团：鲁鸿昌，1021人，驻绥来、承化、布尔津
  - 第9团：韩方琚，1713人，驻迪化、乌苏
- 骑兵第11师：师长吴熙志/宛凌云/向超中，参谋长阎崇礼。师部驻奇台/承化寺。由骑兵第1团、骑兵第21团等编成。1945年夏 驻奇台骑兵11师和乌苏撤到绥来的骑兵第1师合并为新骑2师。 
  - 31团：李贵/李振声，675人，驻奇台
  - 32团：孙明亮/戴奎一/阎志发，副团长刘金泉，710人，驻镇西
  - 33团：曹庆智/戴奎一，副团长陈向前，626人，驻承化
- 骑兵第12师：师长张希良（张希梁），师部驻喀什疏勒。由骑兵第40团、48团和喀什边卡大队扩编成；维族占三分之二。1946年10月裁撤，所属并入骑5军其余两师。
  - 34团：姜顺昌/李栋，651人，驻喀什汉城。士兵汉维各半
  - 35团：郭明涛/牛隆华，695人，驻和阗。士兵汉族2/5，维族3/5
  - 36团：关志（忠）云，667人，驻莎车
- 新编骑兵1师：师长崔颖春/1945.1.蒋德玉，师部驻伊犁（伊宁）。由骑兵16、20团及卫队团扩编成。   
  - 第一团：曹治本/韩景玉/刘金泉，688人，驻惠远。原卫队团，东北人一半
  - 第二团：李冻/姜福顺，副团长鞠发春，728人，驻喀什回城
  - 第三团：陈振声，196人，驻塔城
- 新编骑兵第2师：师长宛凌云/1945.8.向超中，参谋长李雅，师部驻焉耆。后兼库阿警备司令部。由骑兵第38团、46团、和田边卡大队扩编为新骑2师；1945年10月裁撤。  
  - 第四团：马德鸿，副团长王玉昶，650人，驻焉耆。士兵2/5为汉族，满族3/5
  - 第五团：傅国庆/1945年5月赵汉奇兼阿克苏乌什温宿指挥官，副团长房庆安，620人，驻阿克苏
  - 第六团：陈简/马德鸿，693人，驻且末
- 炮兵第二团：李定远，687人，驻迪化
- 第八战区副司令长官特务团：盛世骏，915人，驻迪化
- 战车大队：关世杰，338人，驻迪化
- 宪兵队：张兆良，133人，驻迪化
- 汽车运输大队：张俊士，224人，驻迪化
- 伊犁保安大队：柳文质，375人，驻伊犁。
- 喀什保安大队：张思恩，266人，驻喀什
- 和田保安中队，233人，驻和阗
- 哈密保安大队：王成培，170人，驻哈密
- 阿克苏保安中队：124人，驻阿克苏
- 塔城保安中队： 61人，驻塔城
- 阿山边卡队：人数不详，驻阿山

全疆共有在编官兵28163人。